# ستای (ناحیه ییهلاوا)
ستای (به چکی: Stáj) یک منطقهٔ مسکونی در جمهوری چک است که در ناحیه ییهلاوا واقع شده‌است. ستای ۵٫۹۲ کیلومتر مربع مساحت و ۱۷۷ نفر جمعیت دارد و ۶۰۲ متر بالاتر از سطح دریا واقع شده‌است.